# Orbot
Orbot est un projet de serveur proxy de logiciel libre et gratuit pour fournir l'anonymat sur Internet aux utilisateurs du système d'exploitation Android, iOS et MacOS. Il agit comme une instance du réseau Tor sur de tels appareils et permet le routage du trafic à partir du navigateur Web, du client de messagerie, du programme cartographique, etc. d'un appareil, via le réseau Tor, garantissant l'anonymat de l'utilisateur.
Cet outil est utilisé pour garder les communications des utilisateurs anonymisées et cachées aux gouvernements et aux tierces parties qui pourraient surveiller leur trafic Interne.

## Accueil
En 2014, Orbot a été discuté en détail dans un article sur « les rapports en toute sécurité depuis un appareil Android ».
En juillet 2021, Tech Radar a nommé Orbot l'une des 8 "Meilleures applications de confidentialité pour Android en 2021", mais a mis en garde contre des vitesses plus lentes.
En juillet 2021, Android Authority a discuté du navigateur Tor et d'Orbot dans de brèves critiques des "15 meilleurs navigateurs Android".